# Championnat de France de football gaélique 2018
 (septembre 2018).
Si vous disposez d'ouvrages ou d'articles de référence ou si vous connaissez des sites web de qualité traitant du thème abordé ici, merci de compléter l'article en donnant les références utiles à sa vérifiabilité et en les liant à la section « Notes et références ».
Navigation
Édition précédente Édition suivante
La saison 2018 du championnat de France de football gaélique est la treizième édition. Elle se déroule du 20 septembre 2017 au 16 juin 2018.

## Description
Il est d'abord scindé en deux compétitions distinctes, le championnat de Bretagne d'un côté et le championnat fédéral (reste de le France) de l'autre. Ainsi le championnat de France de football gaélique est composé de la façon suivante.
- le championnat fédéral regroupant les clubs français situés hors de Bretagne. Quatre tournois mineurs et un tournoi majeur (ce dernier rapportant le maximum de points en fin de saison) permettront aux trois meilleures équipes au classement fédéral de disputer la phase finale du championnat de France de Division 1, et aux équipes se classant au-delà de disputer la phase finale du championnat de France de Division 2 et de Division 3 ;
- le championnat de Bretagne ou Brittany League qui comprend les clubs bretons. Une première phase organisée sur deux tournois en septembre et octobre regroupant l'ensemble des clubs décide du classement qui verra les cinq meilleurs disputer la Division 1 et les cinq suivants la Division 2. De janvier à mai, cinq journées sont disputées sous forme de tournoi dans des villes différentes et établissent un classement. Les deux premiers de Division 1 se qualifient pour la phase finale du championnat de France de Division 1. Les équipes classées 4e et 5e ainsi que les clubs de Division 2 disputeront elles la phase finale de Division 2 et de Division 3 du Championnat de France ;
- la Coupe de Bretagne envoie également son vainqueur en phase finale de Division 1 du Championnat de France, repêchant ainsi le troisième du championnat de Bretagne si celui-ci n'est pas le vainqueur de la Coupe.

La phase finale du championnat de France de football gaélique 2018 se déroule sur le campus de la Doua à Villeurbanne le 16 juin 2018.

## Clubs participants au championnat fédéral
| \| Paris Toulouse La Fare-les-Oliviers Bordeaux Clermont Lyon Niort Lille Angers Naives-Rosières Antibes \| Localisation des clubs engagés dans le championnat fédéral. |
| Paris Toulouse La Fare-les-Oliviers Bordeaux Clermont Lyon Niort Lille Angers Naives-Rosières Antibes                                                                   |

- Toulouse DG
- Bordeaux (Burdigaela)
- GF Provence
- Paris Gaels
- Clermont Gaels
- Lille FG
- Anjou Gaels
- Azur Gaels
- Lyon CLG
- Naives FG
- Niort Gaels

## Championnat fédéral

### Classement final
| Rang | Équipe      | Pts  | J  | G | N | P | Bp | Bc | Diff |
| ---- | ----------- | ---- | -- | - | - | - | -- | -- | ---- |
| 1    | Paris White | 76   | xx | x | x | x | xx |    |      |
| 2    | Bordeaux A  | 55   | xx | x | x | x | xx |    |      |
| 3    | GF Provence | 52   | xx | x | x | x | xx |    |      |
| 4    | Paris Blue  | 38   | xx | x | x | x | xx |    |      |
| 5    | Toulouse    | 37,5 | xx | x | x | x | xx |    |      |
| 6    | Niort       | 32   | xx | x | x | x | xx |    |      |
| 7    | Lyon        | 28   | xx | x | x | x | xx |    |      |
| 8    | Bordeaux B  | 26   | xx | x | x | x | xx |    |      |
| 9    | Azur Gaels  | 23,5 | xx | x | x | x | xx |    |      |
| 10   | Angers      | 18   | xx | x | x | x | xx |    |      |
| 11   | Lille       | 8    | xx | x | x | x | xx |    |      |
| 12   | Berry       | 5    | xx | x | x | x | xx |    |      |

| Légende : Qualifications | Légende : Qualifications                                  |
| ------------------------ | --------------------------------------------------------- |
|                          | Qualifiés pour les Finales élite du championnat de France |